# Tibor Tisza
Tibor Tisza (Debrecen, 10 november 1984) is een voormalig Hongaars voetballer.
Tisza begon met voetballen in het reserveteam van Debrecen VSC. In 2004 tekende hij bij Diósgyőri VTK, waar hij het seizoen van 2004-05 speelde en tijdens de herfst van 2005-06. In januari 2006 tekende hij bij Újpest.
Op 10 juli 2009 werd bekend dat Celtic FC Tisza bekeek om hem eventueel aan te trekken. Ook Portsmouth FC & Germinal Beerschot toonden interesse. John Park, Chris McCart en Peter Lawwell zagen Tisza aan het werk tegen Debrecen eerder dat jaar. Op 17 augustus 2009 werd Tisza één jaar verhuurd aan Antwerp.
Hij kreeg op 29 januari 2011 een contract aangeboden bij Sint-Truiden en zal gedurende zes maanden voor deze ploeg spelen.
Op 26 augustus speelde Tisza zijn eerste wedstrijd voor Antwerp tijdens de wedstrijd K. Lierse SK - Antwerp FC. Hij schoot daarbij in de vijftiende minuut zijn eerste doelpunt voor de club binnen en zette Antwerp zo op een 0-1-voorsprong.
Hij speelde vijf interlands voor Hongarije, alle als invaller. Tisza maakte zijn debuut op 6 februari 2007 in het vriendschappelijke duel (0-0) in Limassol tegen Cyprus. Zijn vijfde en laatste interland speelde hij op 26 maart 2008 in Zalaegerszeg tegen Slovenië.

## Statistieken[2]
| seizoen | club                  | land      | competitie            | wed. | goals |
| ------- | --------------------- | --------- | --------------------- | ---- | ----- |
| 2004/05 | Diósgyőri VTK         | Hongarije | Magyar Labdarúgó Liga | 28   | 10    |
| 2005/06 | Diósgyőri VTK         | Hongarije | Magyar Labdarúgó Liga | 14   | 5     |
| 2005/06 | Újpest FC             | Hongarije | Magyar Labdarúgó Liga | 14   | 5     |
| 2006/07 | Újpest FC             | Hongarije | Magyar Labdarúgó Liga | 28   | 13    |
| 2007/08 | Újpest FC             | Hongarije | Magyar Labdarúgó Liga | 22   | 15    |
| 2008/09 | Újpest FC             | Hongarije | Magyar Labdarúgó Liga | 16   | 7     |
| 2009/10 | Újpest FC             | Hongarije | Magyar Labdarúgó Liga | 4    | 2     |
| 2009/10 | → Antwerp FC          | België    | Exqi League           | 30   | 15    |
| 2010/11 | Újpest FC             | Hongarije | Magyar Labdarúgó Liga | 15   | 6     |
| 2010/11 | → Sint-Truidense VV   | België    | Jupiler League        | 6    | 0     |
| 2010/11 | → Sint-Truidense VV   | België    | Play-Off II A         | 2    | 0     |
| 2011/12 | Diósgyőri VTK         | Hongarije | Nemzeti Bajnokság     | 23   | 8     |
| 2012/13 | Diósgyőri VTK         | Hongarije | Nemzeti Bajnokság     | 25   | 6     |
| 2013/14 | Diósgyőri VTK         | Hongarije | Nemzeti Bajnokság     | 13   | 1     |
| 2013/14 | Debreceni VSC         | Hongarije | Nemzeti Bajnokság     | 7    | 1     |
| 2014/15 | Debreceni VSC         | Hongarije | Nemzeti Bajnokság     | 24   | 7     |
| 2015/16 | Debreceni VSC         | Hongarije | Nemzeti Bajnokság     | 24   | 6     |
| 2016/17 | Debreceni VSC         | Hongarije | Nemzeti Bajnokság     | 6    | 1     |
| 2016/17 | Nyíregyháza Spartacus | Hongarije | Nemzeti Bajnokság II  | 29   | 3     |
| 2017/18 | Desbreceni VSC        | Hongarije | Nemzeti Bajnokság     | 3    | 0     |
|         |                       |           | Totaal                | 333  | 111   |

## Prijzen
- Hongaars Speler -21 van het jaar: 2006
- Kampioen van Hongarije: 2013/14[3]